# Otonica
Otonica je gručasto naselje, ki se nahaja na severni strani Slivnice ob cesti, ki se od ceste Begunje pri Cerknici - Cajnarje odcepi proti Podslivnici. Spada v občino Cerknica.
V bližini vasi so manjše obdelovalne površine, na pobočjih Slivnice pa gozdovi.